# Hörerschein

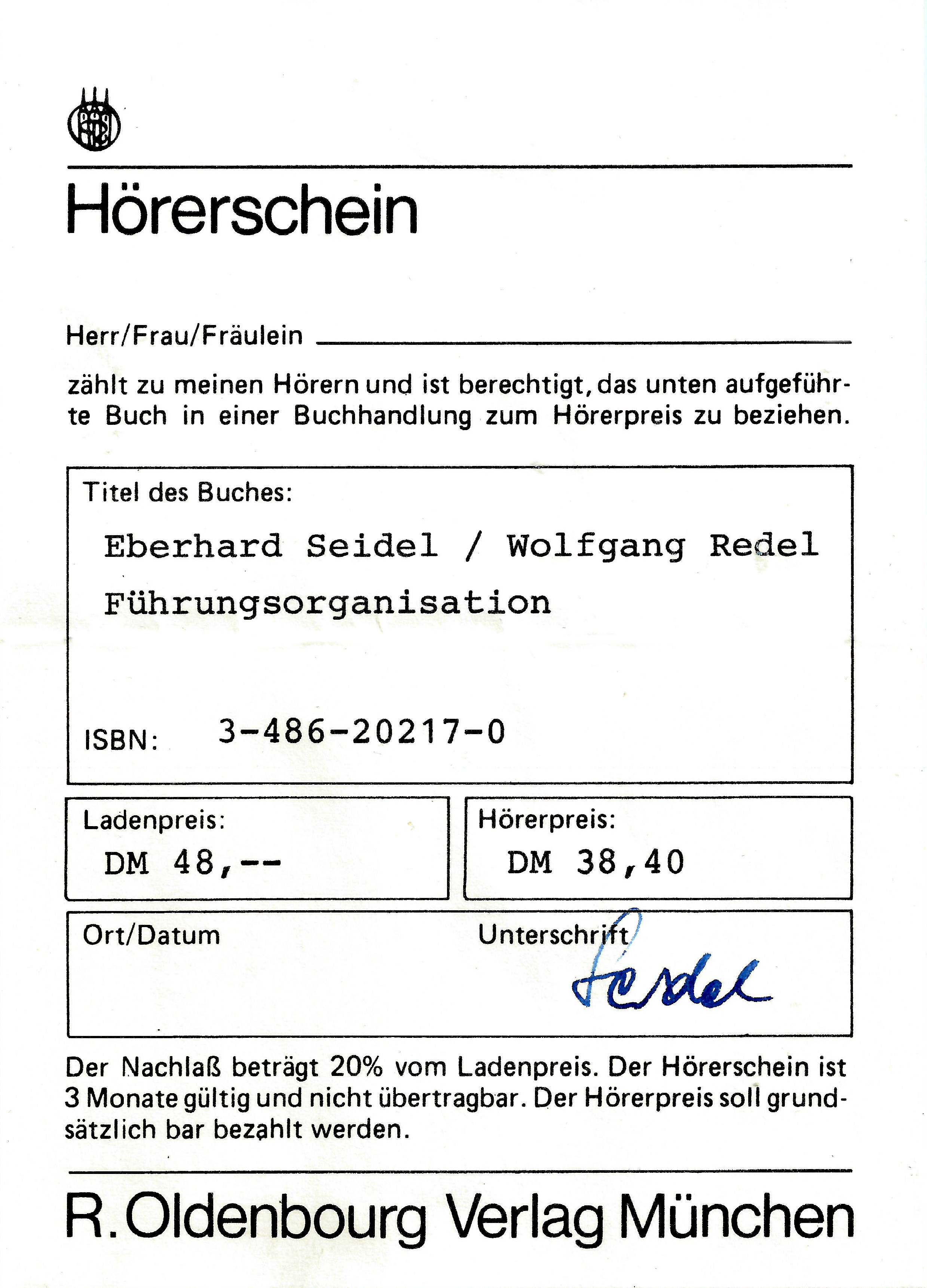
Hörerschein für das Buch „Führungsorganisation“

Ein Hörerschein war eine Bescheinigung eines Professors (oder Dozenten), mit der dieser bestätigte, dass ein Student eine Vorlesung dieses Professors besuchte (also diese hörte) und deshalb ein von diesem Professor (mit-)verfasstes Buch verbilligt beziehen durfte.
Hörerscheine wurden meist direkt vom Professor in seiner Vorlesung oder am Sekretariat des Lehrstuhls ausgegeben. Die Ermäßigung auf den Verkaufspreis eines Buches bei Vorlage eines Hörerscheins betrug im Allgemeinen 20 Prozent.
In Deutschland sind Hörerscheine durch das Gesetz über die Preisbindung für Bücher seit dem 1. Oktober 2002 nicht mehr erlaubt.
In der Schweiz, wo die Buchpreisbindung durch eine Volksabstimmung abgelehnt wurde, sind Hörerscheine durch Professoren immer noch üblich.
In Österreich sind Preisnachlässe von 20 Prozent durch einen Hörerschein ebenfalls zulässig.